# Monsieur Merlin
Pour les articles homonymes, voir Merlin.
Monsieur Merlin ou Un certain Monsieur Merlin (Mr. Merlin) est une série télévisée américaine en 22 épisodes de 25 minutes, créée par Larry Tucker et Larry Rosen et diffusée entre le 7 octobre 1981 et le 22 mars 1982 sur le réseau CBS.
En France, la série a été diffusée à partir du 4 février 1983 sur Antenne 2 dans l'émission Récré A2, puis sur Canal J dans les années 1990. Seuls les treize premiers épisodes ont été doublés en français et diffusés.

## Synopsis
Merlin l'Enchanteur, le célèbre magicien de la cour du roi Arthur, vit de nos jours à San Francisco où il exerce la profession de garagiste.
Désirant se retirer du monde, il cherche un successeur à qui transmettre ses connaissances magiques, successeur qu'il trouve en la personne de Zac, son jeune apprenti.

## Distribution
- Barnard Hughes (VF : Henri Labussière) : Max Merlin
- Clark Brandon (VF : Vincent Ropion) : Zachary « Zac » Rogers
- Elaine Joyce : Alexandra
- Jonathan Prince (VF : Gilles Tamiz) : Leo Samuels

 Source et légende : version française (VF) sur RS Doublage

## Épisodes
1. Monsieur Merlin cherche un apprenti (Pilot)
2. Monsieur Merlin et la pluie de dollars (The Cloning of the Green)
3. Monsieur Merlin et la vedette (Starsand)
4. Monsieur Merlin et le rock (The Music's in Me)
5. Monsieur Merlin entraîneur (All About Sheila)
6. Monsieur Merlin et les deux Zac (The Two Faces of Zac)
7. La Pierre philosophale (A Moment in Camelot)
8. Monsieur Merlin et le champion de boxe (A Message from Wallshime)
9. Monsieur Merlin et les amygdales (Take My Tonsils… Please!)
10. Il ne faut pas se fier aux apparences (The Ache)
11. C'est pas toujours drôle d'avoir 16 ans (Not So Sweet Sixteen)
12. La Poudre aux yeux (Romeo and Dreidelwood)
13. Monsieur Merlin et le retour à la nature (Getting to Know You)
14. Alex perd sa magie (Alex Goes Popless)
15. Monsieur Merlin et la valse des sentiments (Everything's Coming Up Daisies)
16. L'Œuf et Monsieur Merlin (The Egg and Us)
17. Comment aider une gymnaste dans un pays étranger (How to Help a Gymnast in a Foreign Country)
18. La Peur du changement - Partie 1 (Change of Venue - Part 1)
19. La Peur du changement - Partie 2 (Change of Venue - Part 2)
20. Le Pouvoir de l'amulette (An Absence of Amulets)
21. Monsieur Merlin et les hot-dogs (Arrivederci, Dink)
22. La confiance en soi (I Was a Teenage Loser)

## DVD
L'intégrale de la série en coffret 4 DVD est sortie le 26 avril 2022 chez Elephant Films avec les épisodes jamais diffusés en France ainsi que les treize en version française. Les copies ne sont pas restaurées.